# Nuoto ai Giochi della XXIX Olimpiade - 200 metri dorso femminili

## Record
Prima di questa competizione, il record del mondo (WR) e il record olimpico (OR) erano i seguenti.
|  | 2'06"09 | Margaret Hoelzer Stati Uniti | 5 luglio 2008 Omaha, Stati Uniti  |
|  | 2'07"06 | Krisztina Egerszegi Ungheria | 31 luglio 1992 Barcellona, Spagna |

Durante l'evento sono stati migliorati i seguenti record:
| Data      | Evento      | Atleta          | Nazione  | Tempo   | Record |
| --------- | ----------- | --------------- | -------- | ------- | ------ |
| 14 agosto | 4ª batteria | Kirsty Coventry | Zimbabwe | 2'06"76 |        |
| 16 agosto | Finale      | Kirsty Coventry | Zimbabwe | 2'05"24 |        |

## Batterie
Si sono svolte 5 batterie di qualificazione. Le prime 16 atlete si sono qualificate per le semifinali.
| #  | Batteria | Corsia | Atleta                     | Nazionalità   | Tempo   | Note  |
| -- | -------- | ------ | -------------------------- | ------------- | ------- | ----- |
| 1  | 4        | 4      | Kirsty Coventry            | Zimbabwe      | 2:06.76 | Q, OR |
| 2  | 5        | 6      | Elizabeth Simmonds         | Gran Bretagna | 2:08.66 | Q, NR |
| 3  | 4        | 3      | Meagen Nay                 | Australia     | 2:08.79 | Q     |
| 4  | 3        | 5      | Jing Zhao                  | Cina          | 2:08.97 | Q     |
| 5  | 3        | 3      | Anastasia Zuyeva           | Russia        | 2:09.01 | Q     |
| 6  | 5        | 5      | Elizabeth Beisel           | Stati Uniti   | 2:09.02 | Q     |
| 7  | 5        | 4      | Margaret Hoelzer           | Stati Uniti   | 2:09.12 | Q     |
| 8  | 4        | 2      | Melissa Ingram             | Nuova Zelanda | 2:09.34 | Q     |
| 9  | 4        | 5      | Alexianne Castel           | Francia       | 2:09.37 | Q     |
| 10 | 3        | 4      | Laure Manaudou             | Francia       | 2:09.39 | Q     |
| 11 | 3        | 6      | Belinda Hocking            | Australia     | 2:09.54 | Q     |
| 12 | 5        | 3      | Reiko Nakamura             | Giappone      | 2:09.77 | Q     |
| 13 | 5        | 7      | Stanislava Komarova        | Russia        | 2:09.93 | Q     |
| 14 | 4        | 6      | Hanae Itō                  | Giappone      | 2:10.05 | Q     |
| 15 | 3        | 1      | Anja Čarman                | Slovenia      | 2:10.49 | Q     |
| 16 | 3        | 2      | Gemma Spofforth            | Gran Bretagna | 2:10.58 | Q     |
| 17 | 3        | 7      | Evelyn Verrasztó           | Ungheria      | 2:11.02 |       |
| 18 | 5        | 2      | Nikolett Szepesi           | Ungheria      | 2:11.47 |       |
| 19 | 4        | 8      | Yanyan Chen                | Cina          | 2:11.95 |       |
| 20 | 2        | 7      | Melanie Nocher             | Irlanda       | 2:12.29 |       |
| 21 | 2        | 6      | Zuzanna Mazurek            | Polonia       | 2:12.46 |       |
| 22 | 5        | 8      | Kateryna Zubkova           | Ucraina       | 2:12.64 |       |
| 22 | 4        | 7      | Melissa Corfe              | Sudafrica     | 2:12.64 |       |
| 24 | 5        | 1      | Victoria Escarlata Bernard | Spagna        | 2:12.86 |       |
| 25 | 2        | 4      | Lydia Morant               | Spagna        | 2:13.87 |       |
| 26 | 1        | 3      | Yeongseo Kang              | Corea del Sud | 2:14.52 |       |
| 27 | 1        | 5      | Gisela Morales             | Guatemala     | 2:14.54 |       |
| 28 | 2        | 8      | Fernanda Gonzalez          | Messico       | 2:14.64 |       |
| 29 | 2        | 1      | Stella Boumi               | Grecia        | 2:14.73 |       |
| 30 | 3        | 8      | Lindsay Seemann            | Canada        | 2:15.07 |       |
| 31 | 2        | 3      | Sanja Jovanović            | Croazia       | 2:15.57 |       |
| 32 | 1        | 4      | Erin Nicole Volcan Smith   | Venezuela     | 2:15.58 |       |
| 33 | 4        | 1      | Iryna Amshennikova         | Ucraina       | 2:15.78 |       |
| 34 | 2        | 5      | Christin Zenner            | Germania      | 2:20.28 |       |
| -  | 2        | 2      | Julia Wilkinson            | Canada        | NP      |       |

### Semifinali
| #  | Batteria | Corsia | Atleta              | Nazionalità   | Tempo   | Note  |
| -- | -------- | ------ | ------------------- | ------------- | ------- | ----- |
| 1  | 2        | 4      | Kirsty Coventry     | Zimbabwe      | 2:07.76 | Q     |
| 2  | 1        | 3      | Elizabeth Beisel    | Stati Uniti   | 2:07.90 | Q     |
| 3  | 2        | 5      | Meagen Nay          | Australia     | 2:08.09 | Q, OC |
| 4  | 1        | 7      | Reiko Nakamura      | Giappone      | 2:08.21 | Q     |
| 5  | 2        | 6      | Margaret Hoelzer    | Stati Uniti   | 2:08.25 | Q     |
| 6  | 2        | 7      | Belinda Hocking     | Australia     | 2:08.80 | Q     |
| 7  | 1        | 4      | Elizabeth Simmonds  | Gran Bretagna | 2:08.96 | Q     |
| 8  | 2        | 3      | Anastasia Zuyeva    | Russia        | 2:09.07 | Q     |
| 9  | 1        | 8      | Gemma Spofforth     | Gran Bretagna | 2:09.19 |       |
| 10 | 1        | 5      | Jing Zhao           | Cina          | 2:09.59 |       |
| 11 | 1        | 6      | Melissa Ingram      | Nuova Zelanda | 2:09.70 |       |
| 12 | 1        | 1      | Hanae Itō           | Giappone      | 2:09.86 |       |
| 13 | 2        | 2      | Alexianne Castel    | Francia       | 2:10.04 |       |
| 14 | 2        | 1      | Stanislava Komarova | Russia        | 2:10.50 |       |
| 15 | 1        | 2      | Laure Manaudou      | Francia       | 2:12.04 |       |
| 16 | 2        | 8      | Anja Čarman         | Slovenia      | 2:12.46 |       |

## Finale
| Posizione | Atleta             | Paese         | Tempo   | Note |
| --------- | ------------------ | ------------- | ------- | ---- |
|           | Kirsty Coventry    | Zimbabwe      | 2:05.24 | WR   |
|           | Margaret Hoelzer   | Stati Uniti   | 2:06.23 |      |
|           | Reiko Nakamura     | Giappone      | 2:07.13 | AS   |
| 4         | Anastasia Zuyeva   | Russia        | 2:07.88 |      |
| 5         | Elizabeth Beisel   | Stati Uniti   | 2:08.23 |      |
| 6         | Elizabeth Simmonds | Gran Bretagna | 2:08.51 | NR   |
| 7         | Meagen Nay         | Australia     | 2:08.84 |      |
| 8         | Belinda Hocking    | Australia     | 2:10.12 |      |